# Xyrichtys sciistius
Xyrichtys sciistius  es una especie de peces de la familia Labridae en el orden de los Perciformes.

## Morfología
- Los machos pueden llegar alcanzar los 6,2 cm de longitud total.[1]

## Distribución geográfica
Noroeste del océano Pacífico: Japón

## Hábitat
Su hábitat natural es bentopelágico marino de clima templado.